# Kościół św. Jana Chrzciciela w Liścu Wielkim
Kościół świętego Jana Chrzciciela w Liścu Wielkim – rzymskokatolicki kościół parafialny należący do parafii pod tym samym wezwaniem (dekanat tuliszkowski diecezji włocławskiej).
W 1878 roku został powołany komitet budowy świątyni i położony został kamień węgielny. Koszty budowy nowego obiektu sakralnego były pokrywane z dobrowolnych ofiar wiernych. Istniejąca do dziś świątynia została wzniesiona w latach 1878-1885, natomiast konsekrowana została w 1901 roku. Budowla jest murowana, wzniesiona w stylu neogotyckim, wymalowana w 1908 roku przez Aleksandra Przewalskiego, on również namalował stacje Drogi Krzyżowej. Wnętrze świątyni zostało przemalowane w 1972 roku. W 2000 roku została odnowiona polichromia wykonana w 1908 roku. W ołtarzu głównym znajduje się obraz Matki Bożej z Dzieciątkiem. Obrazy w ołtarzach bocznych i na feretronach namalował Tadeusz Bałukiewicz. Świątynia została pokryta blachą w 1979 roku, na wieży i zakrystii znajduje się blacha miedziana od 1931 roku.